# Brigitte Totschnig
Brigitte Habersatter-Totschnig, avstrijska alpska smučarka, * 30. avgust 1954, Radstadt.
Svoj največji uspeh kariere je dosegla na Olimpijskih igrah 1976, kjer je osvojila naslov olimpijske podprvakinje v smuku, olimpijske tekme so štele tudi za svetovno prvenstvo. V svetovnem pokalu je tekmovala enajst sezon med letoma 1969 in 1979 ter dosegla osem zmag in še pet uvrstitev na stopničke. V skupnem seštevku svetovnega pokala se je najvišje uvrstila na četrto mesto leta 1977, v letih 1976 in 1977 je osvojila smukaški mali kristalni globus. Leta 1976 je bila izbrana za avstrijsko športnico leta.